# Casas del Oñar
Las casas del Oñar (Cases de l'Onyar en catalán), también llamadas casas del Río o casas colgadas, son aquellas que tienen las fachadas que dan al río Oñar en el tramo de la Rambla y calle Argenteria del Barrio Viejo de Gerona. En su conjunto, conforman una obra incluida en el Inventario del Patrimonio Arquitectónico de Cataluña.

## Descripción
Las fachadas que dan al río Oñar en el tramo de la Rambla y Argenteria, ofrecen interés por la espontaneidad de un crecimiento continuado de los edificios de la banda oeste de la Rambla, construidos como reedificacions de las antiguas construcciones sobre muralla, básicamente realizadas durante el siglo pasado. El conjunto presenta diversidad de volúmenes, la mayoría construidos volando sobre el río a manera de galerías. En ellos  predomina el vacío sobre el lleno y las aperturas horizontales, si bien las carpinterías con montantes cada 70 u 80 cm limitan aquella sensación de horizontalidad en la composición. Básicamente son cierres de madera y vidrio y persianas enrollables. En general son casas de crujía estrecha que no siguen idéntica alineación y por tanto mantienen una diversidad de volúmenes y de agujeros considerable.

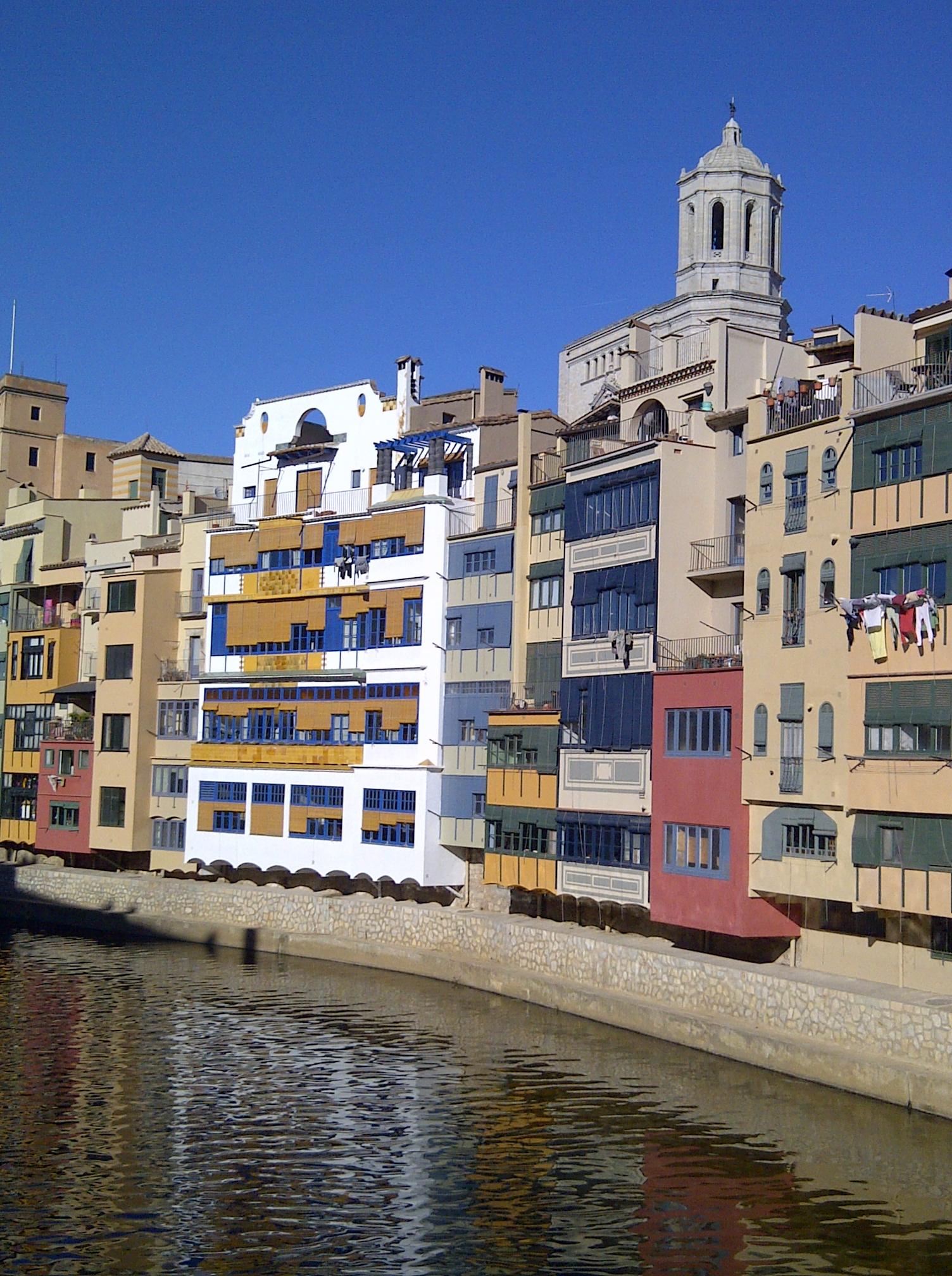
Casa Masó vista desde el río Oñar

Una de las casas más destacadas de Oñar es la Casa Masó, casa natal del arquitecto Rafael Masó i Valentí. Situada en el número 29 de la calle Ballesteries de Gerona, se convierte en un símbolo del despliegue del Novecentismo en Gerona. Desde 2006 es la sede de la Fundación Rafael Masó. Su fachada se identifica por su color blanco, que destaca entre el resto.

## Historia
Estos edificios constituyen una de las visiones más tradicionales de la ciudad. Asentados originariamente sobre la muralla medieval de la ciudad, fueron creciendo en altura e incorporando voladizos, sobre todo desde el siglo XIX, que dieron como resultado un conjunto diverso. Posteriormente se degradó considerablemente. En el año 2010, las fachadas de las casas del sector del Pont de Sant Agustí han sido objeto de una operación de rehabilitación por parte de la Generalidad de Cataluña, realizando una intervención sobre cubiertas, fachadas del río y mejora de los servicios higiénicos, modificando ligeramente el color original de estas.

## Galería de imágenes

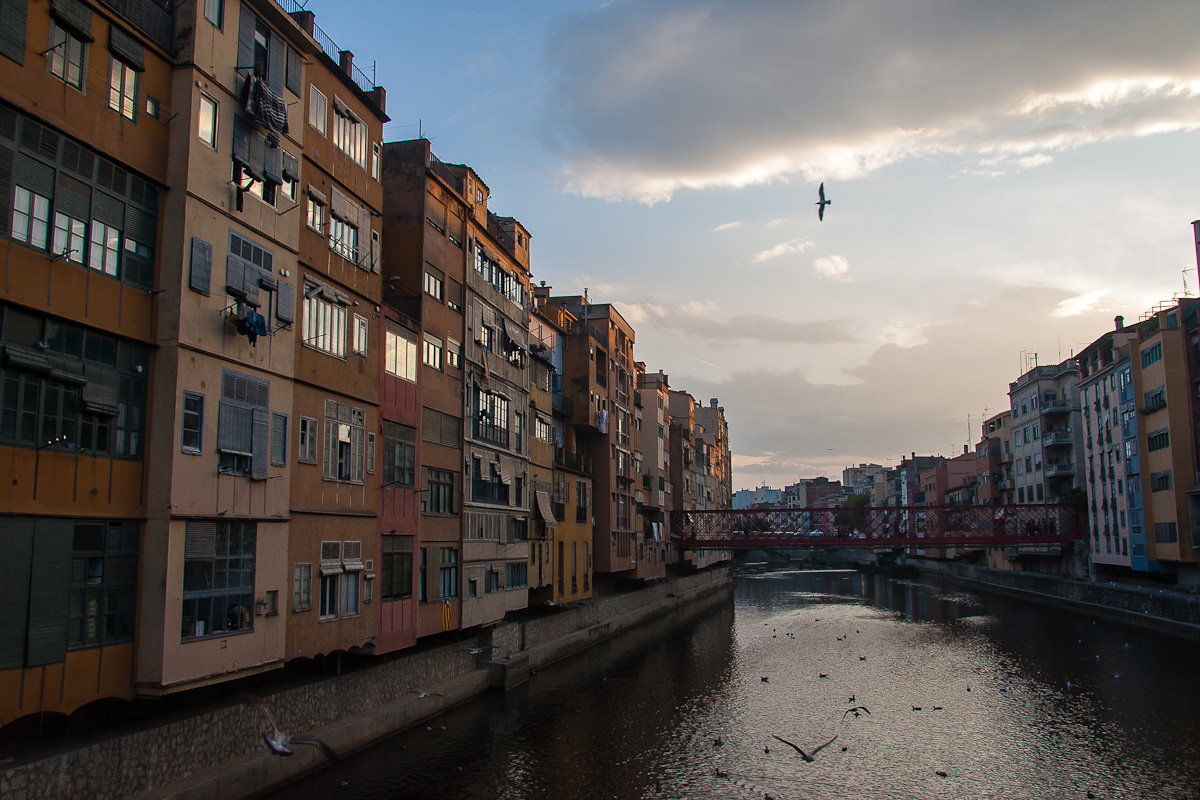
Vista general con el Puente de Hierro
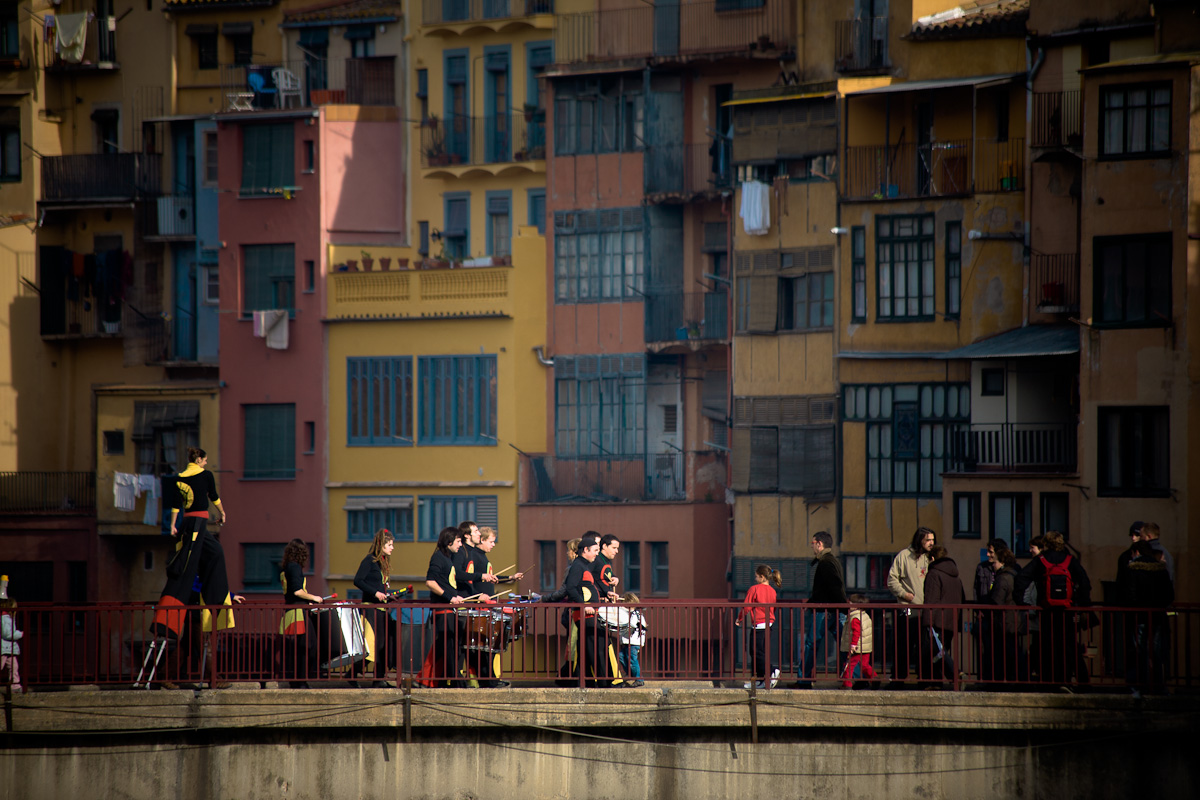
Vista detalle con Puente de Santo Agustí
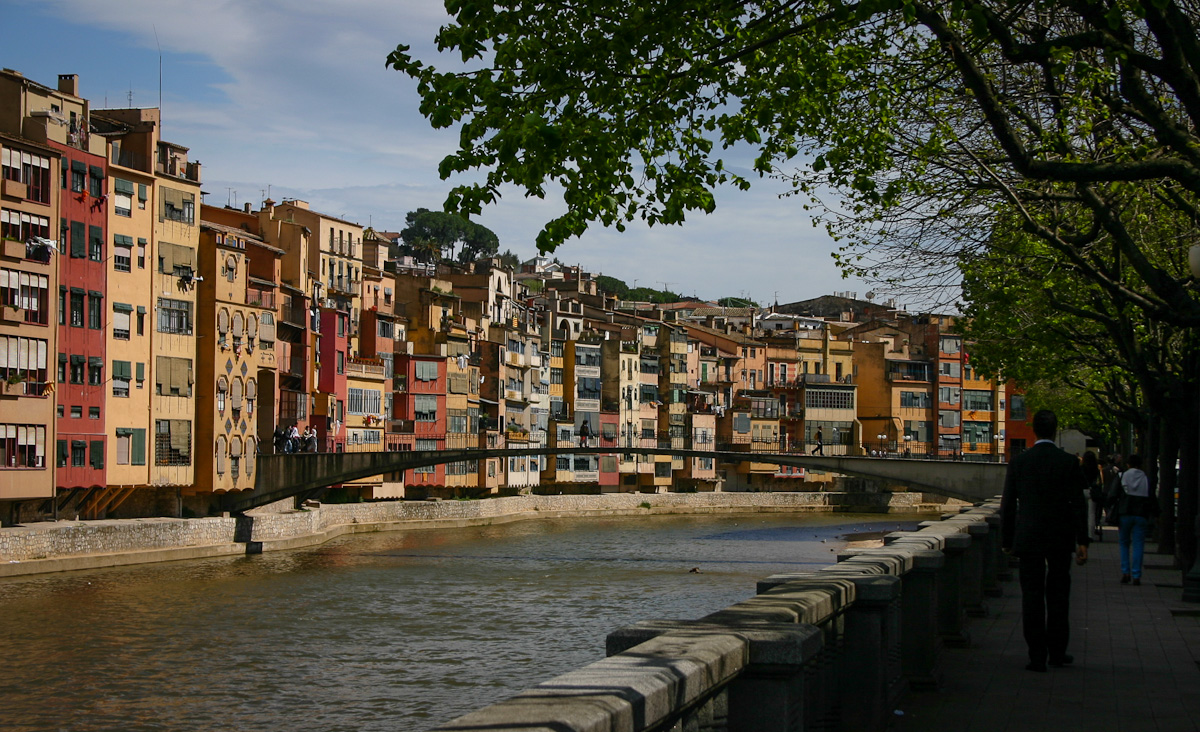
Vista general con el Puente de los Deseos
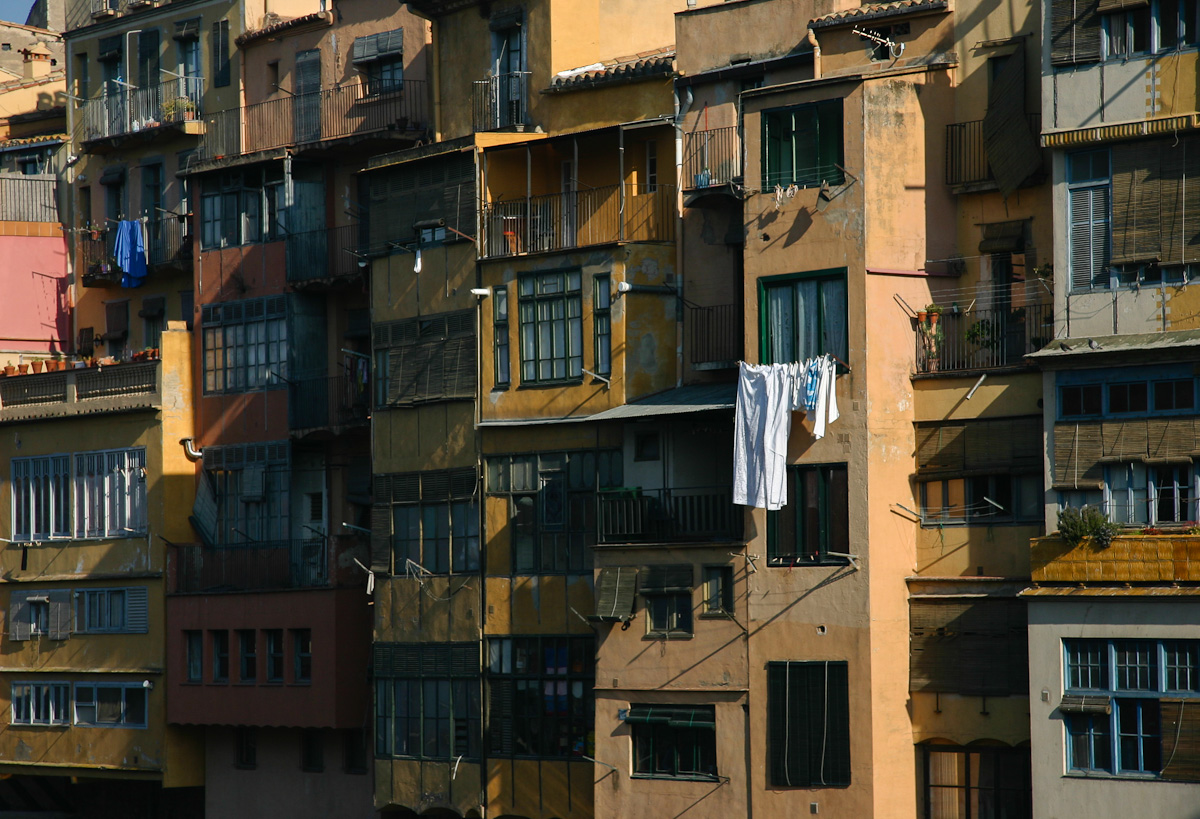
Detalle de las fachadas
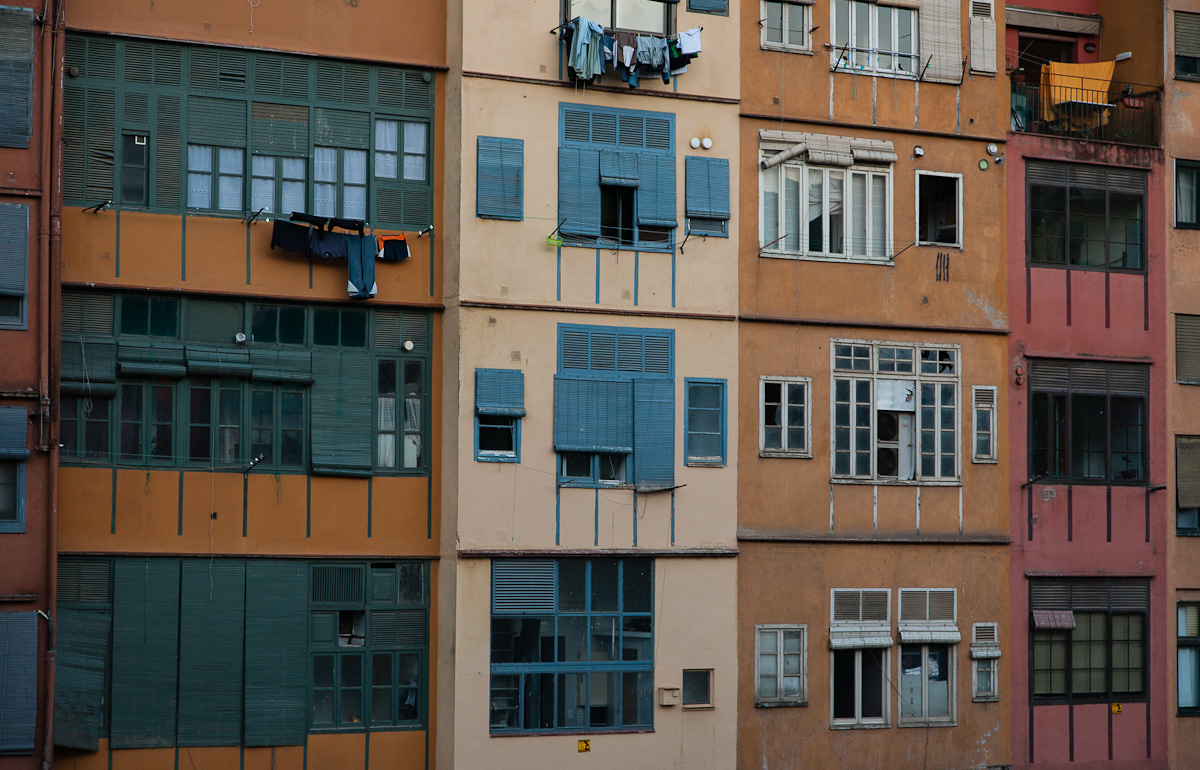
Detalle de las fachadas
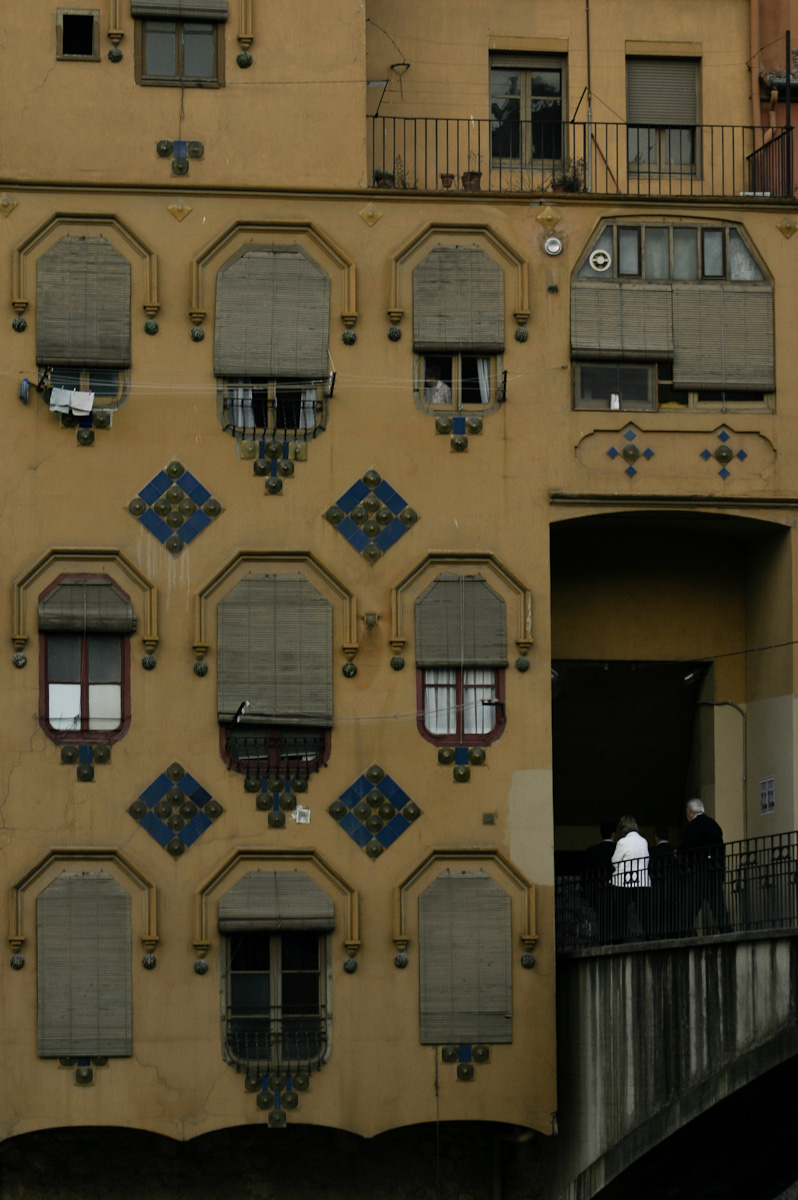
Detalle de las fachadas